# 圖克托山 (亞納坎查區)
12°13′22″S 75°30′19″W / 12.22278°S 75.50528°W
圖克托山（Tuqtu），是秘魯的山峰，位於該國中部胡寧大區，由丘帕卡省的亞納坎查區負責管轄，屬於秘魯中部山脈的一部分，海拔高度4,600米。